# 湖北省襄阳市人民检察院
湖北省襄阳市人民检察院是中华人民共和国湖北省襄阳市的检察机关。

## 历史沿革
1949年8月，襄阳专区成立湖北省人民检察署襄阳分署。1954年12月改称湖北省人民检察院襄阳分院，内设侦查监督组、审判监督组、监所劳教监督组和办公室。文化大革命前期，检察机关职能由公安机关军事管制小组行使。1978年11月，重建湖北省人民检察院襄阳分院。
1954年2月，襄樊市（县级）成立襄樊市人民检察院。文化大革命期间被撤销。1978年11月重建。1979年襄樊市升格为省辖市，襄樊市人民检察院由湖北省人民检察院直接领导。
1983年8月，国务院批准撤销襄阳地区，其行政区域并入襄樊市。1983年10月，湖北省人民检察院襄阳分院与襄樊市人民检察院合并，成立新的襄樊市人民检察院。
2010年11月26日，国务院批复同意襄樊市更名为襄阳市。2010年12月，襄阳市人民检察院正式挂牌。
2014年3月，襄阳市人民检察院启动“绿色通道”建设，依托综合受理软件系统，将报案、控告、举报、申诉、投诉、咨询、查询等事宜进行统一整合管理。
2020年，襄阳市人民检察院为进一步优化检务管理，自行研发了检务管理系统，对检察官绩效进行考评。具备目标任务导入、工作状况实时分析研判、监督制约及质量评价等管理功能。

## 职责
1. 依照法律规定对有关刑事案件行使侦查权；
2. 对刑事案件进行审查，批准或者决定是否逮捕犯罪嫌疑人；
3. 对刑事案件进行审查，决定是否提起公诉，对决定提起公诉的案件支持公诉；
4. 依照法律规定提起公益诉讼；
5. 对诉讼活动实行法律监督；
6. 对判决、裁定等生效法律文书的执行工作实行法律监督；
7. 对看守所的执法活动实行法律监督；
8. 法律规定的其他职权。

## 机构设置
- 办公室
- 政治部
- 第一检察部
- 第二检察部
- 第三检察部
- 第四检察部
- 第五检察部
- 第六检察部
- 第七检察部
- 第八检察部
- 法律政策研究室
- 案件管理办公室
- 检务督察部（巡察工作领导小组办公室）
- 司法警察支队
- 检察技术信息部
- 新闻办公室
- 司法行政事务管理局
- 机关党委
- 离退休干部工作办公室

派驻机构
- 襄阳市人民检察院驻市第一看守所检察室
- 襄阳市人民检察院驻市第二看守所检察室
- 襄阳市人民检察院驻鱼梁洲旅游经济开发区检察室
- 襄阳市人民检察院驻东津经济技术开发区检察室

## 历任领导
历任检察长
| 姓名   | 任期                  | 备注  |
| ------ | --------------------- | ----- |
| 彭胜坤 | 2007年1月－2013年4月  |       |
| 常本勇 | 2013年9月－2021年10月 | [ 4 ] |
| 梁莉   | 2022年1月－           |       |